# Ulica Powstańców Śląskich we Wrocławiu

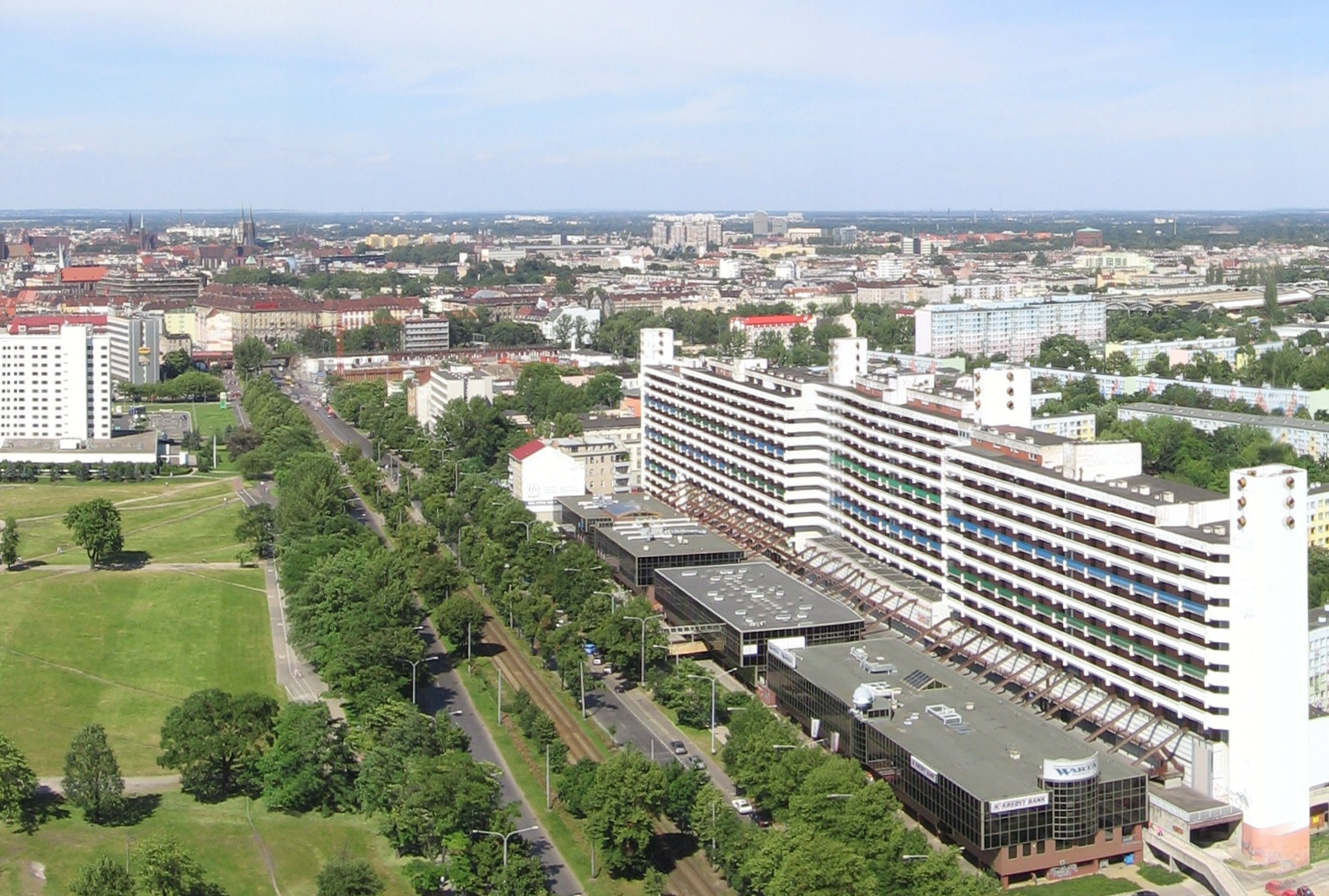
Widok z nieistniejącego biurowca „Poltegoru” w kierunku północnym; przed horyzontem na osi ulicy bliźniacze wieże archikatedry wrocławskiej

Ulica Powstańców Śląskich – główna arteria wylotowa z Wrocławia na południe, naturalne przedłużenie ulicy Świdnickiej, z którą łączy się w miejscu, gdzie trasę tę przecina wiadukt kolejowy. Długość ulicy wynosi około 3,3 km, a w odległości około 1,3 km od jej początku znajduje się duży okrągły plac Powstańców Śląskich, do którego gwiaździście dochodzą – oprócz głównej osi ulicy Powstańców – ulice Sudecka, Zaporoska, Kamienna i Pretficza.

## Historia
Do połowy XIX wieku trasa ta nosiła nazwę Kleinburger Chaussee („Szosa do Kleinburg”, dzisiejsze osiedle Borek było wówczas wsią noszącą nazwę Kleinburg) i miała stosunkowo gęstą podmiejską zabudowę. Przyłączywszy do miasta najbliższą z podmiejskich wsi leżących na jej trasie – Neudorf („Nowa Wieś”, obecnie bez polskiej nazwy charakterystycznej, w granicach osiedla Południe) w 1868 zmieniono nazwę drogi na Kleinburger Straße, nadając jej w ten sposób nominalnie rangę ulicy. Była ona jednak wówczas znacznie krótsza (niespełna 2 km) niż obecnie, bo kończyła się na wysokości obecnej ulicy Hallera i Wiśniowej, na granicy miasta Wrocławia i wsi Kleinburg (tę przyłączono do miasta dopiero w 1897).
Pod koniec XIX wieku rozpoczęto duży projekt urbanistycznego zagospodarowania nowego Przedmieścia Południowego. Kleinburger Straße miała się stać arterią reprezentacyjną, wtedy też zaprojektowano okrągły plac na jej trasie i gwiaździście do niego wpadające arterie. Szeroka na 27 metrów ulica przedłużona została (po włączeniu do miasta wsi Kleinburg) o dalsze prawie półtora kilometra, aż do skrzyżowania z dzisiejszą ulicą Krzycką i wiaduktu Towarowej Obwodnicy Wrocławia. Arteria zyskała też w 1877 patrona w postaci cesarza Wilhelma (Kaiser Wilhelm Straße), co nadało jej jeszcze wyższą rangę. Wzdłuż ulicy budowano rezydencje, m.in. w 1906 rodziny przemysłowców Schoellerów (dziś hotel Platinum Palace), i kamienice dla najbogatszych przedstawicieli mieszczaństwa: adwokatów, urzędników królewskich, lekarzy. Mieszkania w tych domach były bardzo przestronne, miały powierzchnie rzędu 300 m². Budowano też gmachy publiczne, m.in. w 1911 okazały gmach Wyższego Urzędu Górniczego (dziś – Zakład Energetyczny), a w 1916 gmach Dyrekcji Okręgu Pocztowego (także po wojnie była tu m.in. Dyrekcja Wojewódzka PP „Poczta Polska, Telefon i Telegraf” i Dyrekcja Okręgu Poczty i Telekomunikacji). Pod nr 172-174 funkcjonował dom koncertowy "Roland" z kawiarnią i lodowiskiem. W latach trzydziestych XX wieku ulicę przebudowano, przenosząc torowisko tramwajowe na wydzielony pomiędzy jezdniami pas zieleni, obsadzony rosnącymi w czterech rzędach lipami, z których znaczna część przetrwała do czasów dzisiejszych pomimo wojennych zniszczeń 1945. 20 kwietnia 1938, w 49. urodziny Hitlera na cześć bojówek Sturmabteilungen (SA) ulicę ponownie przemianowano, nazywając ją Straße der SA.
Prowadzone zimą i wiosną 1945 z kierunku południowego natarcie Armii Czerwonej na Festung Breslau zrujnowało prawie wszystkie domy pomiędzy placem Powstańców Śl. a ulicą Świdnicką. Na całym tym liczącym prawie półtora kilometra odcinku do odbudowy nadawało się tylko pięć lub sześć budynków (wszystkie one zresztą znajdowały się po wschodniej stronie ulicy). Z ziemią zostały zrównane całe kwartały domów także przy przecznicach tej ulicy prowadzących tak na wschód jak na zachód. W rezultacie powstała szeroka na blisko kilometr i długa na ponad kilometr wyrwa w substancji miasta. Wyrwę tę zaczęto zabudowywać blokami z wielkiej płyty dopiero w latach 60., a zwłaszcza 70. XX wieku. Miejsce to nazywane jest dziś „osiedlem Południe” (z mniejszymi jednostkami administracyjnymi nazwanymi A-B-C-D: „Anna”, „Barbara”, „Celina”, „Dorota”). Wzdłuż ulicy po stronie wschodniej zbudowano trzy charakterystyczne galeriowce: przy ul. Powstańców Śląskich 46-64, przy ul. Powstańców Śląskich 84-94 oraz przy ul. Powstańców Śląskich 112-122. Pomimo to ogromny (około 4,5 hektara) kwartał przylegający od zachodu do ulicy Powstańców Śląskich, pomiędzy hotelem „Wrocław” (Novotel Wrocław Centrum, Ibis Wrocław Centrum) a „Sky Tower” (dawniej „Poltegor Centre”) pozostawał jeszcze przez kilkadziesiąt lat niezabudowany. Dopiero w II dekadzie XXI wieku na części tego kwartału wzdłuż ulicy Gwiaździstej (równoległej do ul. Powstańców Śląskich) zaczęło powstawać osiedle mieszkaniowe Nowe Centrum Południowe, natomiast na części zlokalizowanej wzdłuż ul. Powstańców Śląskich roku powstały realizowane od 2018 r. kompleksy biurowe – „Centrum Południe” oraz „Midpoint 71”.
W 2024 r. Zarząd Dróg i Utrzymania Miasta ogłosił, że zleci projekt na remont nawierzchni ul. Powstańców Śląskich.

## Zabytki
Rejestr zabytków wymienia następujące obiekty położone przy tej ulicy:
- hala postojowa zajezdni tramwajowej, ul. Powstańców Śląskich, 1901 r.
- willa z 1850-60 r., ul. Powstańców Śląskich 22
- gmach dyrekcji poczty z 1912-1915 r., ul. Powstańców Śląskich 134-138
- willa z 1906 r., ul. Powstańców Śląskich 202
- pałac z 1906 r., ul. Powstańców Śląskich 204